# Britt-Marie Smedh
Britt-Marie Smedh, född 22 mars 1955 i Solna, Stockholms län, är en svensk simmare med specialitet bröstsim. Hon tävlade för Stockholmspolisens IF och deltog i Olympiska sommarspelen 1972. Hon är mor till simmaren Therese Alshammar.